# Праліси і квазіпраліси Гутянського лісництва
Праліси і квазіпраліси Гутянського лісництва — пралісова пам'ятка природи місцевого значення. Об'єкт розташований на території Рожнятівського району Івано-Франківської області, ДП «Солотвинське лісове господарство» Гутянське лісництво, квартал 43, виділи 1, 3, 5, 9, 10, 12, 15, 16, 20; квартал 44, виділи 1, 2, 5, 7, 9, 10, 12; квартал 45, виділи 1, 2, 6, 9, 11, 12, 13; квартал 46, виділи 1, 2, 17, 20, 22, 23; квартал 47, виділи 16, 17, 18; квартал 48, виділи 2, 9.
Площа — 236,4 га, статус отриманий у 2020 році.